# 態度
| ウィキペディアには「態度」という見出しの百科事典記事はありません（タイトルに「態度」を含むページの一覧/「態度」で始まるページの一覧）。 代わりにウィクショナリーのページ「態度」が役に立つかもしれません。 |